# Squalius lepidus
Espèce
Synonymes
- Leuciscus lepidus (Heckel, 1843)

Statut de conservation UICN

 LC  : Préoccupation mineure
Squalius lepidus est une espèce de poissons cypriniformes de la famille des Cyprinidae.

## Habitat et distribution
On peut le retrouver dans le marais salé alluvial du Tigre et de l'Euphrate, dans les pays actuels de la Turquie, de l'Iran, de la Syrie et de l'Iraq. Il vit dans les cours d'eau intérieurs d'eau douce.

## Morphologie et physiologie
Les mâles adultes mesurent environ 23,7 cm de long.

## Liste des sous-espèces
Selon GBIF (18 février 2023) :
- Squalius lepidus anatolicus
- Squalius lepidus lepidus

## Systématique
Le nom valide complet (avec auteur) de ce taxon est Squalius lepidus Heckel, 1843.
Squalius lepidus a pour synonymes :
- Alburnus maculatus Keyserling, 1861
- Leuciscus lepidus (Heckel, 1843)